# Sista morgonen
"Sista morgonen" är en sång skriven av Niklas Strömstedt. Den finns med på hans studioalbum En gång i livet från 1989, men utgavs också som vinylsingel 1988. Sista morgonen var den andra singeln från albumet.
Som B-sida till singeln valdes låten "Andra sidan midnatt", även den skriven av Strömstedt. Singeln producerades av Strömstedt och spelades in i EMI:s studio i Stockholm av Anders Herrlin, Björn Boström och Björn Norén. Den mixades av Alar Suurna. Omslagsfotot togs av Mattias Edwall, illustrationerna gjordes av Klas Fahlén och designen av Sven Dolling.
Sista morgonen tog sig 1989 in både på Svenska singellistan och på Svensktoppen. På singellistan nådde den en femteplats som bäst. Den låg på Svensktoppen under elva veckor mellan den 22 januari och 8 april 1989 och nådde som bäst en andraplacering.
Sista morgonen användes i Mikael Wiströms dokumentärfilm Vredens barn (1996).
I sjätte säsongen av Så mycket bättre gjorde Miriam Bryant en tolkning av låten på engelska och kallade den "One last time". 

## Låtlista
1. "Sista morgonen" – 3:22
2. "Andra sidan midnatt" – 4:43

## Medverkande musiker
- Backa Hans Eriksson – stråkarrangemang
- Per Malmstedt – synth
- Niels Nordin – trummor
- Niklas Strömstedt – piano, sång, gitarr, keyboards, bakgrundssång

## Listplaceringar
| Lista (1989) | Topplacering |
| ------------ | ------------ |
| Sverige      | 5            |